# Давид Драгичевић
Давид Драгичевић (Бања Лука, 31. јануар 1997 — Бања Лука, 18. март 2018) био је српски 21-годишњи студент електротехнике из Бање Луке. Нестао је у ноћи са 17. на 18. март 2018. године након што се удаљио из породичне куће према центру града. Тијело младића је пронађено на ушћу притоке Црквене у ријеку Врбас код тврђаве Кастел, дана 24. марта. Првобитном полицијском истрагом је утврђено да је смрт настала утапањем, али без елемената кривичног дјела, да би тужилац након три мјесеца вршења предистражних радњи дана 28. јуна 2018. донио наредбу о спровођењу истраге против непознатих починилаца због основа сумње за убиство.
Давидова смрт је покренула вишемјесечне протестне скупове „Правда за Давида” на бањалучком Тргу Крајине који су проистекли из истоимене фејсбук групе која данас броји преко 300.000 чланова. Скупове је предводио Давидов отац Давор Драгичевић. Учесници су Трг Крајине прозвали „Давидов трг”, а препознатљиви симболи окупљања били су рефрен Давидове пјесме Клинац у гету и високо уздигнута стиснута песница. Скупови су се одржавали сваким даном од краја марта до краја децембра, са почетком у 18 часова, уз медијско праћење РТВ БН. Случај је испраћен и од новинара и блогера Слободана Васковића који износи тврдње супротне резултатима истраге полиције и тужилаштва.

## Биографија
Давид Драгичевић (син Давора Драгичевића и Сузане Радановић дј. Шипка) рођен је 31. јануара 1997. године у Бањој Луци. Родитељи су му разведени. Има млађу сестру Теодору (2005), старијег брата по оцу Денија (1992) и млађег брата по мајци Андреја (2015). Давидов надимак је био „Ђакац”. Живио је са оцем у породичној кући у Улици Франца Шуберта бр. 50а у бањалучком насељу Побрђе.
Основно и средње образовање је завршио у бањалучкој Основној школи „Јован Цвијић” и Електротехничкој школи „Никола Тесла” (занимање техничар телекомуникација). Студирао је на Електротехничком факултету у Бањој Луци на студијском програму Електроника и телекомуникације. Био је полазник међународне образовне институције IT Academy са сједиштем у Београду.
Давид је кантаутор пјесме Клинац у гету. Посједовао је личне карте Босне и Херцеговине и Аустрије. Говорио је српски, енглески и њемачки језик.

## Смрт
Нестанак Давида Драгичевића је пријављен полицији 18. марта 2018. Према првим информацијама Давид је отишао од куће у суботу 17. марта око 19 часова, а посљедњи пут је виђен у недјељу ујутро око 3:30 часова када је изашао из ноћног клуба „Фабрика”. У моментима нестанка Давид је на себи имао црну јакну, тамноплаве фармерке и смеђе ципеле. Имао је препознатљиву фризуру тзв. дредове. Дана 22. марта родитељи су понудили новчану награду од 100.000 КМ за информацију, а у потрагу по бањалучким насељима су се укључили и грађани. Родитељи су апеловали на полицију да се пажња обрати на поруку коју је Давид послао те ноћи, а у којој се оптужује младић Филип Ћулум (1998) уколико му се нешто деси.
Дана 24. марта око 11:45 часова пронађено је тијело Давида Драгичевића на ушћу притоке Црквене у ријеку Врбас код тврђаве Кастел. Сахрањен је 7. априла 2018. године на бањалучком Новом гробљу. Око годину дана касније, 15. марта 2019, Давидово тијело је након ексхумације сахрањено у аустријском граду Винер Нојштату код Беча.

## Истрага полиције и тужилаштва

### Први резултати истраге
Увиђај на мјесту проналаска тијела Давида Драгичевића извршио је дежурни окружни јавни тужилац Биљана Јанковић заједно са припадницима Полицијске управе Бања Лука и уз присуство љекара судске медицине др Жељка Карана који је дан касније извршио обдукцију тијела. Поступајући тужилац је постао Далибор Врећо. Дана 26. марта полиција је саопштила да истрага указује да се у случају смрти Давида Драгичевића ради о „задесу”, те да је он вјероватно пао у ријеку Црквену која га је потом однијела до ушћа у Врбас гдје је тијело пронађено. Дарко Илић, начелник Управе за организовани и тешки криминалитет Министарства унутрашњих послова Републике Српске, рекао је да су у џеповима Давида пронађене украдене ствари из провалне крађе у једној кући у Улици Велибора Јањетовића Јање бр. 11 на Лаушу. Нагласио је да је из те куће украден лаптоп, око 200 КМ, меморијски стик, швајцарска црвена чакија и кључеви. Тачно 180 КМ и све друго, осим лаптопа, пронађено је код Давида. Дан касније пронађен је и лаптоп и то 50-60 метара испод улаза Црквене у тунел код кружног тока на Лаушу.
Како је полиција саопштила, Давид се око 23:30 сати потукао са три лица (Николом Ћулумом, Огњеном Грујићем и Страхињом Момићем) испред кафића „Мета” након чега су се разишли. Након тога одлази сам у кафић „Downtown”, а око поноћи у клуб „Фабрика”. Око 2:20 сати је отишао у кафе бар „988” гдје се кратко задржао. У 2:50 сати снимљен је видео надзором у Улици Велибора Јањетовића Јање док је јео пециво купљено у пекари „Змијање”. Потом је снимљен камерама апартмана „Весто”, а затим поново у 3:42 како се креће назад према центру града. Тада је наводно упао у Црквену. Такође, види се да је лице за које се сумња да је Давид ушло у двориште једне куће (у којој је наводно извршена крађа) тачно у 2:52 сати. Пет минута након тог лица у 2:57 улази један од власника, а у 3:09 и брат власника. Пуних 50 минута видео надзор није ништа снимио, а потом се у 3:42 види да из куће излази младић који шепа. Тако шепајући враћа се Улицом Велибора Јањетовића Јање према предузећу „МК” (чијим је камерама снимљен), а у чијој се близини налази мостић преко Црквене.
Дана 28. марта нову обдукцију Давидовог тијела је извршио пуковник др Ивица Милосављевић, начелник Одјељења за судску медицину Института за патологију и судску медицину Војномедицинске академије у Београду. Затим, 10. априла објављена је званична потврда о смрти коју је издао Завод за судску медицину Републике Српске у којој се наводи да је вријеме смрти 18. март 2018. године у четири часа. Као непосредни узроци смрти се наводе утапање и крвни подливи по глави и тијелу, а смрт је окарактерисана као насилна смрт (mors violenta). Сљедећег дана је објављен и обдукциони записник којег је сачинио проф. др Жељко Каран. Налаз поновне обдукције коју је извршио др Ивица Милосављевић показао је да је Давид био жив данима након нестанка. У свом мишљењу је истакнуо да је смрт насилна те да је наступила непосредно усљед утопљења у води, као и да је леш покојника провео у води од два до највише четири дана. Код Давида су установљени трагови присуства ТХЦ (метаболит марихуане) и ЛСД средстава злоупотребе. Са друге стране, отац Давида Драгичевића тврди да је узео Давидов прамен косе и затражио анализу у Аустрији, у којој је пронађено да у Давидовој крви није било недозвољених супстанци.
Против Давида Драгичевића је 28. фебруара 2018. била подигнута оптужница за кривично дјело Тешка тјелесна повреда.

### Истрага о убиству
Од 19. априла полицијску истрагу води Управа криминалистичке полиције Министарства унутрашњих послова Републике Српске под начелништвом Синише Кострешевића, генералног инспектора полиције. Дана 28. јуна бањалучко Окружно јавно тужилаштво је донијело наредбу о спровођењу истраге против непознатих починилаца због основа сумње да су лишили живота Давида Драгичевића. У наредби тужиоца Далибора Вреће се наводи да су непознати извршиоци дана 18. марта 2018. године око 4 часа, у Бањој Луци, у Улици Велибора Јањетовића Јање, код бр. 27, вербално, бијесним и хистеричним гласом, напали Давида, упућујући му пријетње, те су га и физички напали, па је Давид, усљед таквог напада и вербалних пријетњи, плашећи се за свој живот, бјежао од извршилаца и пао низ стрму обалу ријеке Црквене, висине око 4,5 метра, у набујалу ријеку Црквену или су га извршиоци са исте обале гурнули у ријеку Црквену, да би у кратком временском периоду након доспијећа у воду, код Давида наступила смрт усљед утопљења у води, а Давидов леш је дана 24. марта пронађен у ријеци Црквена у непосредној близини ушћа у ријеку Врбас.
У тужилачкој наредби се даље наводи да је према налазима обдукције др Жељка Карана из Бање Луке и реобдукције др Ивице Милосављевића из Београда, као и налаза и мишљења тима вјештака из Загреба, утврђено да је узрок Давидове смрти утапање у води. Заживотне повреде на тијелу су настале дјеловањем тупе механичке силе слабог до средњег интензитета на површину тијела и могле су настати у околностима пада и то управо низ корито ријеке Црквене јер се ради о зидовима корита који формирају стрму косину. Није искључено ни да је нека од повреда настала другим механизмом — ударцем неког тупотврдог средства (што се односи на крвни подлив усана и крвне подливе на хрпту десне шаке и на лијевој подлактици). Према вјештачењу надзорних камера објеката „Апартмани Весто” и „МК сервис” које је извршио вјештак Грегор Ковач из Словеније произилази да је Давид у критично вријеме био у Улици Велибора Јањетовића Јање. Нови детаљ истраге, дотада непознат јавности, јесте изјава једног свједока (која станује као подстанар у кући у Улици Велибора Јањетовића Јање бр. 27) да ју је дана 18. марта око 4 сата ујутру пробудила снажна бука, галама и свађа која је долазила споља. Чула је јак мушки хистеричан глас који је галамио на некога те изговарао псовке и пријетеће ријечи. Поред тог гласа, чуо се глас још два или три мушкарца. Затим је чула два снажна треска, звука, одмах један иза другог, затим звук кршења грања те да је нешто тешко пљуснуло у воду.
У саопштењу Окружног јавног тужилаштва Бања Лука, које потписује главни окружни јавни тужилац Желимир Лепир, наглашено је да је тек након пристизања налаза вјештака медицинске струке из Загреба тужилаштво дошло у позицију да донесе тужилачку одлуку. Са сигурношћу је утврђено: Давид Драгичевић није отет, заробљен и злостављан (нема повреда које би указивале на отмицу, везивање, силовање и сл.) како стално потенцира Давидов отац; није претучен шипкама, палицама од веће скупине људи (на тијелу су само лаке тјелесне повреде); у тијелу је пронађено присуство алкохола; до утопљења је дошло управо 18. марта и леш је провео у води до 24. марта када је пронађен; у крви и урину није доказано присуство опојних дрога; постоје лаке тјелесне повреде које су верификоване на предњој страни тијела, а ниједне тјелесне повреде нема на леђима; тијело није пало са моста директно у воду без контакта са препрекама већ управо падом и клизањем низ стрмину. Са великим степеном вјероватноће утврђена је путања Давидовог кретања. Спровођењем додатних истражних радњи дошло се до основа сумње (најнижи степен вјероватноће) да је до утопљења и доспијећа Давида Драгичевића у рјечицу дошло на начин како је дефинисано у наредби о спровођењу истраге.
Против два полицијска службеника, Микице Маријанца (55) и Зорана Бошњака (44), подигнута је оптужница за кривично дјело Спречавање доказивања. Инжењер електротехнике Ален Кукић (36) притворен је за кривично дјело Помоћ учиниоцу послије извршеног кривичног дјела, али није му продужен притвор због непостојања основане сумње.

## Случај у Народној скупштини
Дана 10. маја одржана је 26. посебна сједница Народне скупштине Републике Српске. Десетоминутно обраћање имао је Давидов отац Давор. Министар унутрашњих послова Драган Лукач је изнио податак да се други обдуцент, др Ивица Милосављевић, накнадно сагласио да је Давид могао провести у води и више од четири дана. Давид Драгичевић у 2:38 снимљен је камерама „НЛБ банке” која се налази у пословној згради „Екватор”, а у 2:51 камерама са предузећа „МК” у Улици Велибора Јањетовића Јање на Лаушу. Даље, камере апартмана „Весто” га у 2:52 снимају како улази у двориште куће супружника Ђорђа (Милорад) Рађена и Викторије (Здравко) Банде у истој улици. Потврду да се ради о Давиду је дао словеначки форензичар. Из дворишта куће излази у 3:42, а у 3:43 поново га снима камера предузећа „МК” како пролази поред механичарске радње и одлази у правцу моста на Црквени који је одатле удаљен око 20 метара. Министар је нагласио да се не зна шта се десило у тих 20 метара нити како су предмети из куће у Улици Велибора Јањетовића Јање бр. 11 доспјели код Давида те да је истрага поводом тога још у току.
Посебна скупштинска сједница је окончана доношењем 13 закључака и доношењем одлуке о формирању анкетног одбора на челу са Браниславом Бореновићем. Током рада анкетног одбора саслушани су др Жељко Каран, полицијски начелници Дарко Илић и Синиша Кострешевић, директор Полиције Републике Српске Дарко Ћулум, министар унутрашњих послова Драган Лукач, главни окружни јавни тужилац Желимир Лепир и поступајући тужилац Далибор Врећо. Анкетни одбор је 5. јуна усвојио извјештај и закључке у којима је констатовао да постоје „основи сумње” за убиство. Међутим, 3. јула одржана је 25. редовна сједница Народне скупштине Републике Српске на којој у коначници нису прихваћени извјештај и закључци анкетног одбора.

## Скупови „Правда за Давида”
Дана 26. марта 2018, након што је полиција саопштила прве резултате истраге, формирана је фејсбук група „Правда за Давида”. Истог дана су почели и истоимени протестни скупови на бањалучком Тргу Крајине. Давидови родитељи су тврдили да смрт није без елемената кривичног дјела већ да се ради о убиству. Убрзо су отворили рачуне за прикупљање новчаних средстава. Поред Давидовог оца Давора један од истакнутих учесника протестних скупова била је Даниела Ратешић Дошен (предсједница Савеза хуманитарних организација и удружења грађана Републике Српске). Скупове је медијски пратила РТВ БН, а случај на свом блогу интензивно коментарише новинар и блогер Слободан Васковић (некадашњи власник угашеног магазина Патриот). Фејсбук група данас броји преко 300.000 чланова. Главна обиљежја протестних скупова била су високо уздигнута стиснута песница, рефрен Давидове пјесме Клинац у гету и коришћење назива „Давидов трг” умјесто Трг Крајине. Одржавали су се сваким даном од 26. марта до 25. децембра, са почетком у 18 часова (од јуна до септембра са почетком у 19:30 часова), без пријаве за одржавање јавног окупљања. Прекинути су након интервенције Полиције Републике Српске уз употребу силе.
У суботу 21. априла одржан је велики скуп „Правда за Давида” на којем је било присутно неколико хиљада грађана. Скуп је протекао мирно и без инцидената, а трајао је око сат времена уз пренос уживо на РТВ БН. Други велики скуп је одржан у суботу 7. јула, а трећи у петак 5. октобра 2018. године. Четврти скуп од 21. новембра и пети скуп од 30. децембра окупили су много мање грађана од прва три скупа. Због вршења кривичних дјела и прекршаја током одржавања петог скупа „Правда за Давида” забрањена су сва будућа таква јавна окупљања.
Бањалучанин Ђорђе Рађен (1992), заједно са осталим укућанима из куће у Улици Велибора Јањетовића Јање бр. 11 на Лаушу, прозиван је од Давидовог оца Давора као један од саучесника у убиству. Осим њега, прозивани су и министар Драган Лукач, полицијски директор Дарко Ћулум и начелник Дарко Илић, окружни јавни тужиоци Желимир Лепир и Далибор Врећо, љекар судске медицине др Жељко Каран и младић Филип Ћулум (1998). Као кривци за смрт Давида означавају се припадници Министарства унутрашњих послова Републике Српске. Бањалучком Окружном јавном тужилаштву је поднесено преко 1.000 пријава против непознатог лица док је Државној агенцији за истраге и заштиту (SIPA) поднесена пријава против 13 лица и то углавном припадника Полиције Републике Српске. С друге стране, нека од прозиваних лица поднијела су тужбе за клевету.
Давидов отац Давор је потврдио да је Давид користио марихуану, али је негирао употребу ЛСД средстава. На скуповима „Правда за Давида” тврдило се да су припадници полиције Давида мучили, силовали и масакрирали. Ангажован је међународни адвокатски тим из сусједних држава, али се након два мјесеца повукао из случаја. Протестним скуповима повремено су присуствовали предсједници опозиционих странака. Са скупова је чак поручивано да октобарских општих избора неће бити уколико се не ријеши Давидов случај, али је негирана могућност отимања изборног материјала. Најављивано је изражавање грађанске непослушности па и ископавање Давидовог тијела и доношења на Трг Крајине. Позивани су народни посланици да не повлаче Извјештај Комисије о догађајима у и око Сребренице јула 1995. Због оваквих политичких иступа група „Правда за Давида” прозивана је од одређених организација и медија да заговара унитаризам и пренос надлежности са Републике Српске на Босну и Херцеговину. Након октобарских избора протест „Правда за Давида” обједињен је са опозиционим „Народним протестом” због изборних резултата. Крајем децембра 2018. регистровано је Удружење грађана „Покрет Правда за Давида”, а децембра наредне године основана је политичка странка „Покрет правде”. У аустријском граду Винер Нојштату код Беча активно дјелује удружење „Правда за Давида и сву дјецу Босне и Херцеговине” (њем. Gerechtigkeit für David und alle Kinder von Bosniaen und Herzegovina).